# Carl von Otter (1696–1763)
Carl von Otter, född 24 december 1696 i Karlskrona, död 22 april 1763 på Bergkvara, var en svensk friherre och militär.

## Biografi
Carl von Otter var son till landshövding Salomon von Otter och Barbara Schaeij. Han blev student vid Uppsala universitet 1708, volontär vid Östgöta tremänningsregemente 1711, förare där 1712, sekundfänrik vid Östgöta infanteriregemente samma år, fänrik vid Smålands femmänningsinfanteriregemente samma år, premiärfänrik där 1713 och löjtnant samma år. Otter deltog i fälttåget mot Norge 1716 och under anfallet mot Fredrikshald sårades han av ett skott i benet och ett annat i huvudet. Han blev kapten 1716, kapten vid Skaraborgs regemente 1720, erhöll majors karaktär samma år, blev 1729 major vid Skaraborgs regemente och 1744 överstelöjtnant där. 1750–1762 var von Otter chef för Skaraborgs regemente, och 1762 blev han generalmajor av infanteriet.
Carl von Otter blev 1748 riddare av Svärdsorden.

### Familj
Von Otter gifte sig första gången 20 juli 1727 med grevinnan Magdalena Sibilla Cronhielm af Flosta (1701–1727), dotter till riksrådet och kanslipresidenten, friherre Gustaf Cronhielm af Flosta och grevinnan Maria Wallenstedt.
Han gifte sig andra gången 20 maj 1729 i Göteborg med Catharina Tham (1711–1748), dotter till kommerserådet Sebastian Tham och Elisabet Cronström. De fick tillsammans barnen Barbara Elisabet von Otter (1730–1795) som var gift med amiralen och amiralitetsrådet Mauritz Adolf von Krusentjerna, Magdalena von Otter (1731–1807) som var gift med direktören Peter Teodor König, Johanna von Otter (1732–1802) som var gift med generalmajoren och landshövdingen Salomon Hederstierna, landshövdingen Salomon von Otter (1733–1781) i Hallands län, Catharina von Otter (1735–1816), översten Sebastian von Otter (1737–1805), Carl von Otter (1738–1738), Eva von Otter (1740–1804) som var gift med landshövdingen Erik Gustaf Lindencrona i Västernorrlands län, Anna Maria von Otter (1743–1836) som var gift med löjtnanten Porse Magnus Geete, lagmannen Casten von Otter (1745–1818) i Östergötlands lagsaga och Ulrika von Otter (1748–1793) som var gift med hovjägmästaren Per Wolmar Silfversparre.